# Vlad Bujor
Vlad Alin Bujor (n. 3 februarie 1989, Satu Mare, România) este un jucător român de fotbal care în prezent evoluează la echipa Avântul Reghin. Bujor și-a făcut junioratul la Olimpia Satu Mare, pentru care a debutat în Liga a II-a la vârsta de 16 ani. După evoluții bune în al doilea eșalon, a fost remarcat de conducătorii echipei CFR Cluj care l-au înregimentat.
A evoluat pentru a doua echipă a clujenilor, dar și în competițiile de juniori, unde a câștigat titlul de golgheter în două sezoane, și a primit premiul Juventude, acordat celui mai bun junior din competiție.
În vara anului 2009 a fost transferat de Poli Iași pentru care a semnat un contract pe cinci sezoane.
Odată cu retrogradarea echipei ieșene în Liga a II-a, Bujor a părăsit România, transferându-se la echipa turcă Mersin İdmanyurdu. După jumătate de sezon petrecut în divizia secundă din Turcia, Bujor a fost chemat de antrenorul Mircea Rednic să dea probe de joc la Khazar Lankaran. S-a antrenat câteva zile cu gruparea din Azerbaidjan, dar în cele din urmă a ales să revină în țară și a semnat cu FC U Craiova 1948.